# Phalacrus dieckmanni
Phalacrus dieckmanni is een keversoort uit de familie glanzende bloemkevers (Phalacridae). De wetenschappelijke naam van de soort werd in 1967 gepubliceerd door Vogt.